# Наст
Наст (від рос. наст, утвореного від на-, над- і компонента -ст-, який пов'язаний зі стати, стояти, або вважається суфіксом) — обледеніла кірка на поверхні снігового покриву. Утворюється внаслідок короткочасного підтавання верхнього шару снігу внаслідок відлиги з наступним зниженням температури повітря.
Наст у глибині снігового покриву називається похованим настом.
Ущільнений шар снігу може в залежності від погоди перетворюватися на крижану кірку.
Виділяють такі типи насту і крижаної кірки:
- Сонячна кірка — тонка (кілька міліметрів) непрозора біла або матова крижана кірка, яка виникає в морозні ясні дні внаслідок оплавлення поверхні снігу сонячними променями.
- Обволікаюча кірка — дуже тонка, крихка крижана кірка, відокремлена від поверхні снігу повітряним простором. Виникає в тиху і ясну погоду за різких добових коливань температури.
- Перфорована кірочка — крижана дуже тонка і крихка кірка з численними дрібними отворами, що виникає при випаровуванні снігу під дією сонячних променів.
- Борознистий сніг — поверхневий шар крижаних пластинок, розділених борозенками, розташованих похило і звернених піднятим боком до сонця. Утворюється навесні коли сніг тане.
- Дощова кірка — прозора тонка крижана кірка, що виникає коли на поверхню снігу випадає дощ.
- Температурна кірка — біла щільна кірка, що складається з дрібних крижаних кристалів і утворюється при замерзанні снігу, підталого під час відлиги.
- Вітровий наст — ущільнений вітром шар снігу невеликої товщини (до 3 см). Сніг у вітровому насті матово-білий, мало-слизький, дуже дрібнозернистий, щільний.
- Вітрові борозенки — наслідок часткового руйнування поверхні насту при заметілі. Борозенки вирівнюються вздовж напрямку вітру. Під поверхневої кіркою з навітряного боку видуваються порожнечі.
- Вітрова дошка — товстий (понад 3 см) шар наметеного щільного снігу, що виникає на навітряних схилах під час низових завірюх внаслідок вітрового ущільнення.

Щільність снігу в різних видах насту неоднакова, але значно перевершує щільність сухого свіжого снігу (0,10—0,15 г/см³), хоча й не досягає щільності льоду (0,92 г/см³). Щільність сухого снігу у вітрових дошках доходить до 0,35—0,60 г/см³.